# La Goulue
La Goulue (a „Zabagép”, valódi neve: Louise Weber; Clichy, 1866. július 13. – Párizs, 1929. január 30.) francia kánkántáncosnő.
Louise Weber a La Goulue néven vált hírességgé. Párizs Pigalle kerületéből indulva a Montmartre királynőjévé vált.
Igen keveset tudni a kisgyermekkoráról. Valószínűleg elzászi zsidó családban született. Anyja egy mosodában dolgozott. A szegény fiatal lányt vonzotta a tánc, élvezte a mosodai ügyfelek drága ruháinak felpróbálása. Tizenhat évesen az anyja tudta nélkül eljárt egy mulatóba, ahol lopott ruhákban lépett fel és beindult a karrierje.
La Goulue azonnal felhívta magára a figyelmet azzal, hogy az asztalok tetején táncolt, az alsó ruhájára egy szív volt hímezve, lábujjal rúgta le a férfiak kalapját, és bárkit az asztal alá ivott.
Az egyik első férfi, akinek felkeltette az érdeklődését, Renoir volt. Neki köszönhetően lett belőle modell és így talált rá a táncos helyekre a Montmartre-on.
La Goulue az első táncosok egyike volt, akin Lautrec szeme megakadt.
Néhány év után otthagyta a Moulin Rouge-t, de a közönség nem követte, így vállalkozása megbukott. Ivott és elhízott. Amikor visszatért a Montmartre-ra, már nem ismerték fel. Mogyorót, cigarettát, gyufát árult, hogy megéljen.

## Képek

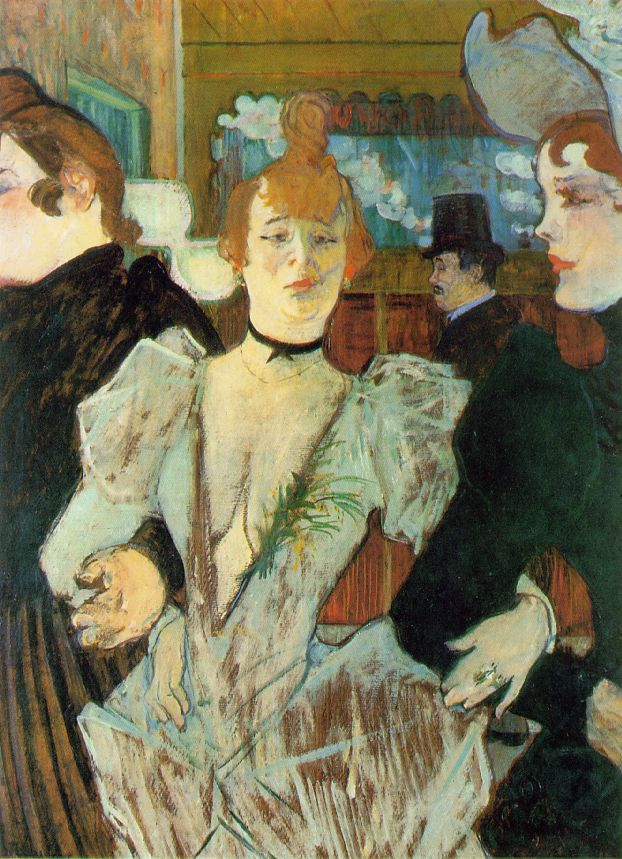
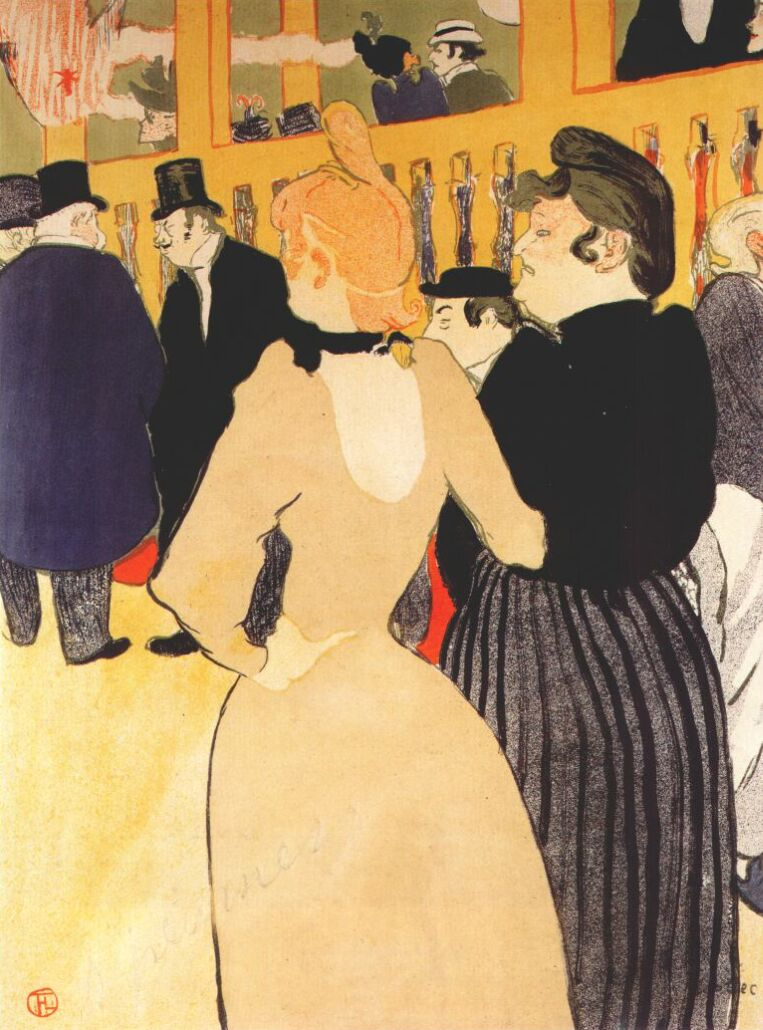
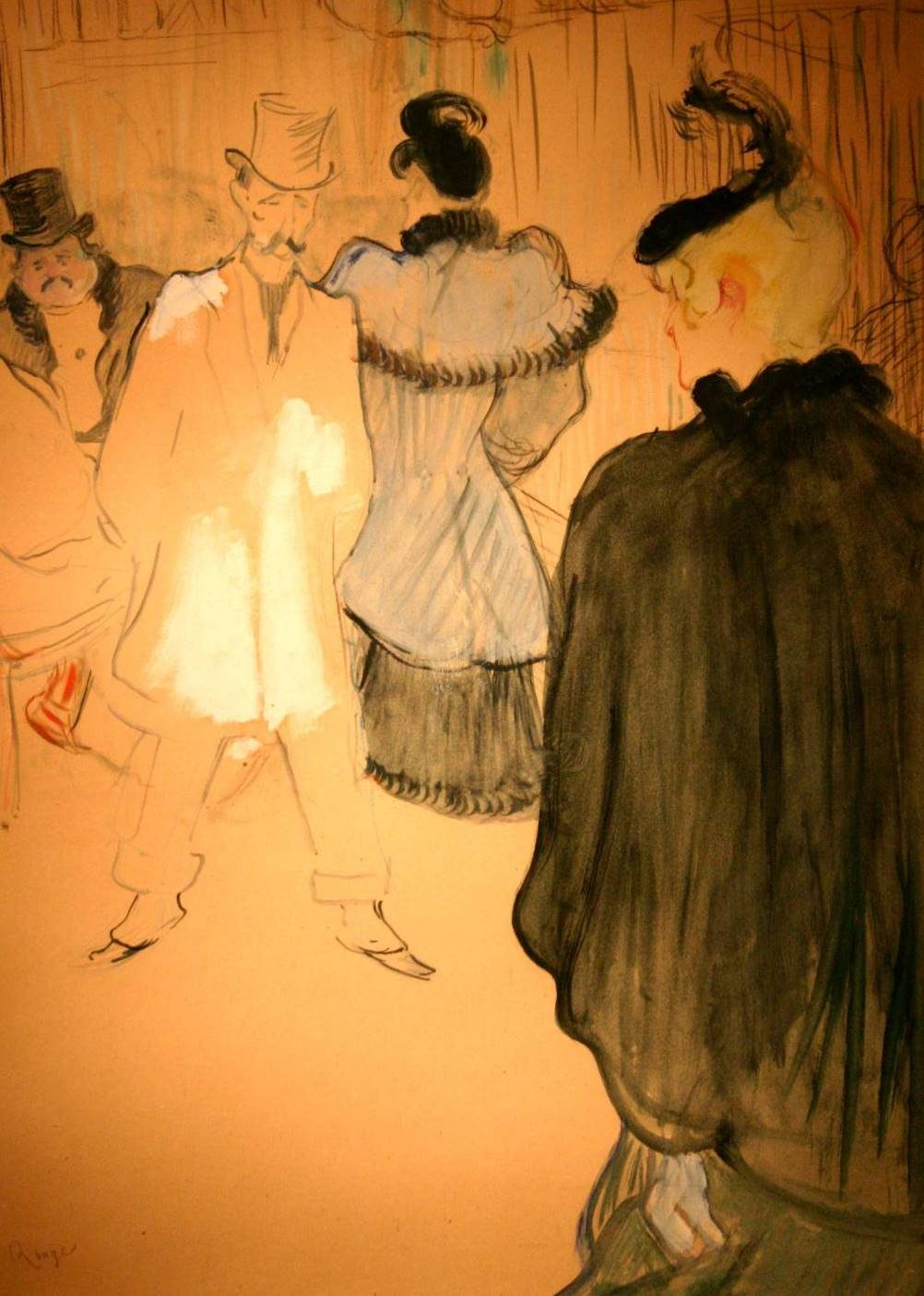
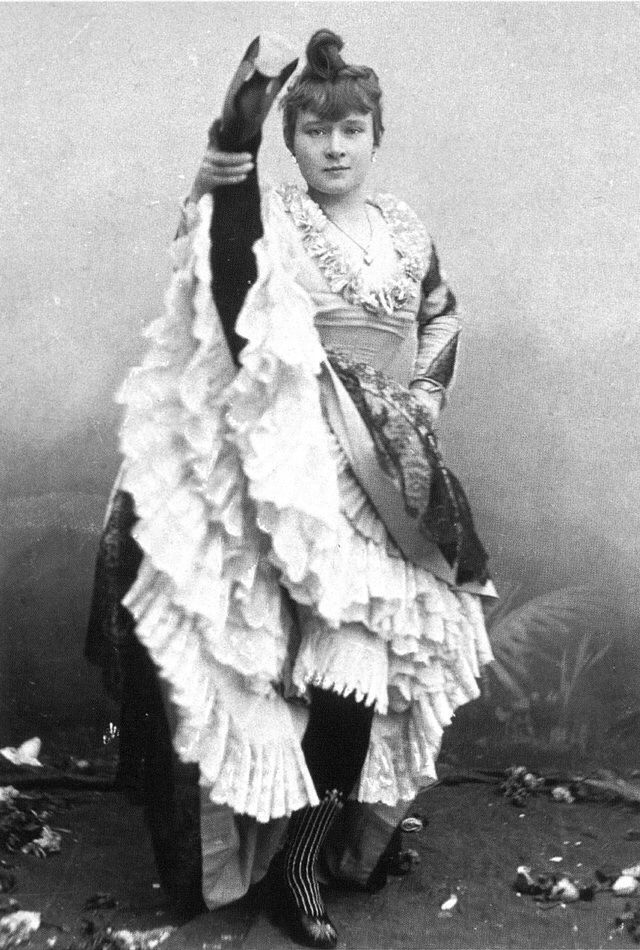
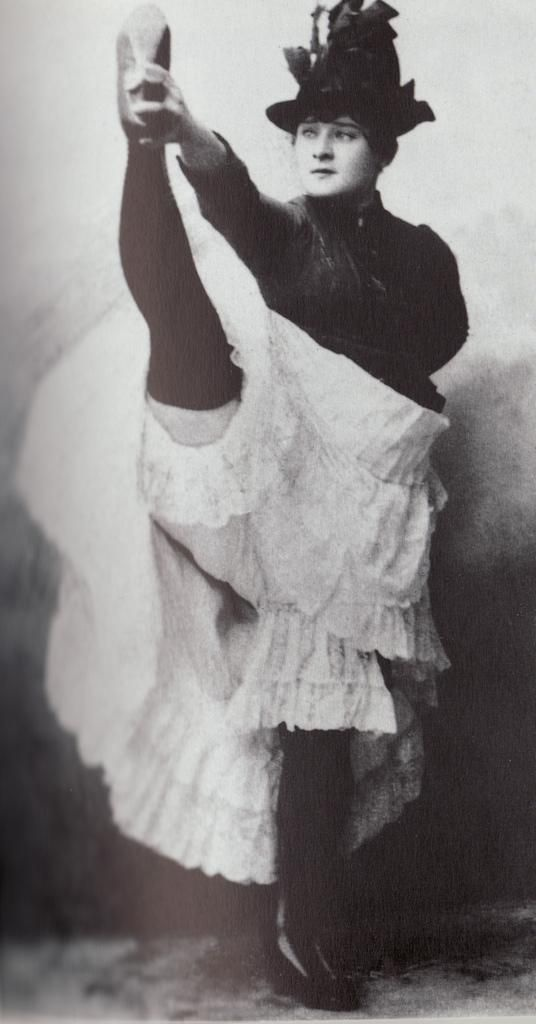